# Paul-Ernst Strähle

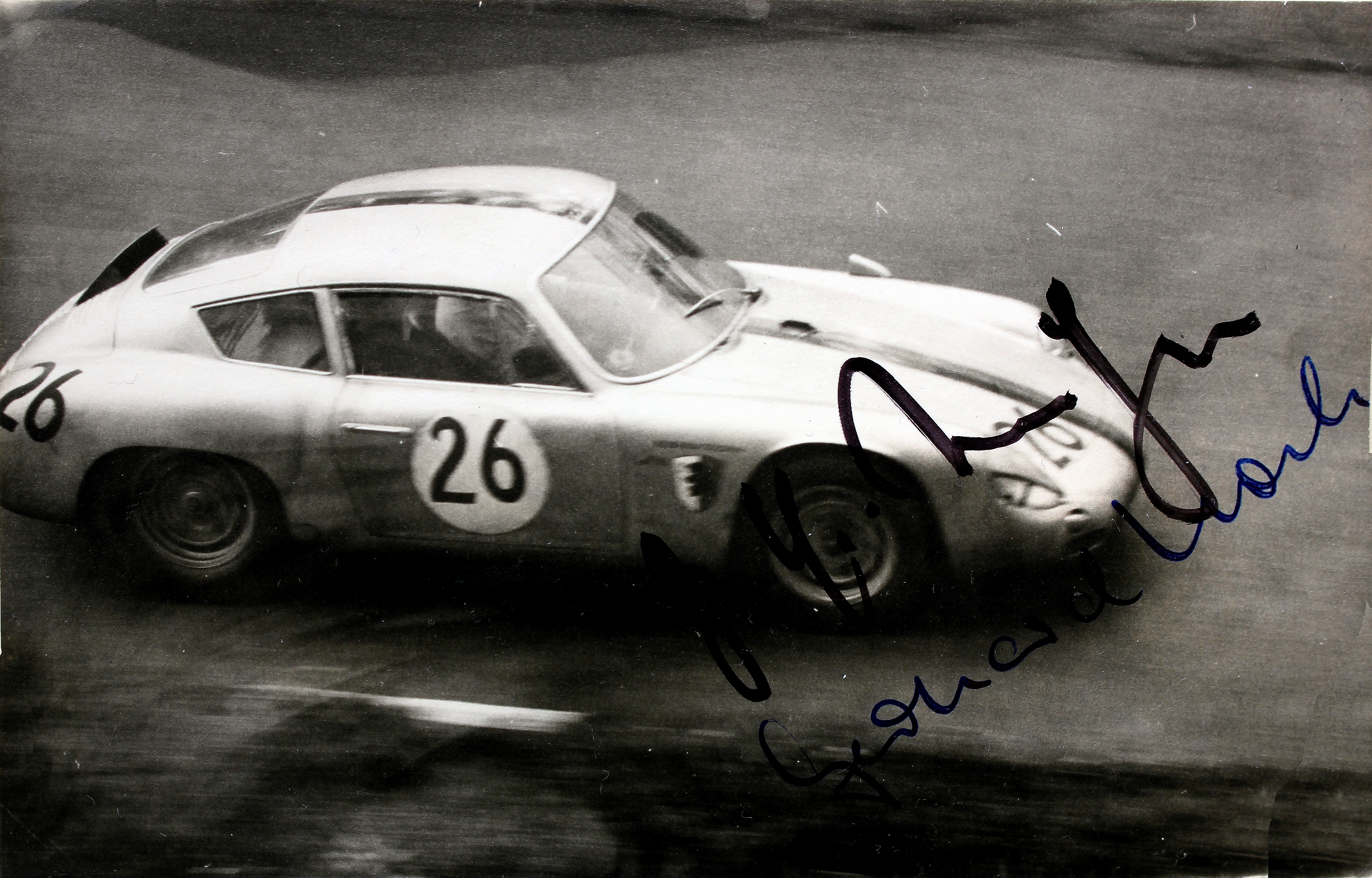
Paul-Ernst Strähle im Porsche Carrera Abarth 1963 beim 1000-km-Rennen auf dem Nürburgring im Streckenabschnitt Hatzenbach. Zusammen mit Gerhard Koch wurde er Zehnter in der Gesamtwertung und Sieger der GT-Klasse bis 1,6 Liter Hubraum.

Paul-Ernst Strähle (* 20. September 1927 in Schorndorf; † 27. Oktober 2010 ebenda) war ein deutscher Unternehmer und Rennfahrer.

## Leben und Karriere
Paul-Ernst Strähle war der Sohn des Flugzeugpioniers und Kraftfahrzeughändlers Paul Strähle. Im elterlichen Betrieb machte er eine handwerkliche und kaufmännische Ausbildung. Als Jugendlicher wollte er Bergsteiger werden, kam jedoch stattdessen auf Anraten des Vaters zum Motorsport. Sein erster Wettbewerb, den er am 22. April 1951 zusammen mit dem Vater in einem VW-Käfer fuhr, war die Württembergische ADAC Gau-Orientierungsfahrt.
Im weiteren Verlauf seiner Karriere nahm Strähle an vielen Rallyes und Zuverlässigkeitsfahrten teil und gewann unter anderem die Rallye Adria 1956, die 10 Stunden von Messina 1958, Lüttich–Rom–Lüttich 1959 und den Marathon de la Route 1960. 1958 war er Deutscher Rallye-Meister. Zu seinen frühen Erfolgen gehörte 1954 der Klassensieg mit einem VW-Käfer mit Porsche-Motor bei der Mille Miglia, die er noch zwei weitere Male fuhr. Andere Stationen waren die 1000-km-Rennen auf dem Nürburgring und die Targa Florio. 1955 wurde er Deutscher GT-Meister auf Porsche. Alle Rennen fuhr er mit Porsche; ein Angebot von Alfred Neubauer, zu Mercedes-Benz zu wechseln, hatte er abgelehnt.
1963 beendete Strähle seine Laufbahn als aktiver Rennfahrer, um sich stärker seinem Automobilhandel zu widmen. 1966 gründete er das Team „Strähle Autosport“, das fast 30 Jahre mit Porschefahrzeugen erfolgreich war, und seit 1977 widmete er sich dem historischen Motorsport und gehörte unter anderem im Jahr 2001 zu den acht ehemaligen Rennfahrern, mit denen Tobias Aichele, Geschäftsführer der Solitude GmbH, den Verein Solitude Revival gründete. Fahrer von Strähle Autosport waren unter anderem Herbert Linge, Günter Steckkönig und Leopold Prinz von Bayern.
1977 wurde Paul-Ernst Strähle mit dem Bundesverdienstkreuz und 2008 mit der Daimlermedaille der Stadt Schorndorf ausgezeichnet. Er starb 2010 nach kurzer Krankheit im Alter von 83 Jahren.
Strähle war ein Weinkenner, der Raritäten sammelte. Vier Jahre nach seinem Tod ließ die Erbengemeinschaft die zum Teil bis zu 80 Jahre alten Weine zugunsten gemeinnütziger Zwecke versteigern.

## Statistik

### Sebring-Ergebnisse
| Jahr | Team                       | Fahrzeug                         | Teamkollege | Platzierung | Ausfallgrund |
| ---- | -------------------------- | -------------------------------- | ----------- | ----------- | ------------ |
| 1962 | Porsche System Engineering | Porsche 356 B Carrera Abarth GTL | Edgar Barth | Rang 9      |              |

### Nürburgring-Ergebnisse (1000-km-Rennen)
| Jahr | Team                | Fahrzeug                         | Teamkollege         | Platzierung             | Ausfallgrund |
| ---- | ------------------- | -------------------------------- | ------------------- | ----------------------- | ------------ |
| 1956 | Erich Hoffmann      | Porsche 356                      | Paul Denk           | Ausfall                 |              |
| 1957 | Paul-Ernst Strähle  | Porsche 356 A Carrera            | Paul Denk           | Rang 24 und Klassensieg |              |
| 1958 | Paul-Ernst Strähle  | Porsche 356 A Carrera            | Hans-Joachim Walter | Rang 17 und Klassensieg |              |
| 1959 | Hans-Joachim Walter | Porsche 356 A Carrera            | Hans-Joachim Walter | Rang 10 und Klassensieg |              |
| 1960 | Paul-Ernst Strähle  | Porsche 356 B Carrera Abarth GTL | Hans-Joachim Walter | Rang 10 und Klassensieg |              |
| 1962 | Paul-Ernst Strähle  | Porsche 356 B                    | Fritz Hahnl jr.     | Rang 13                 |              |
| 1963 | Paul-Ernst Strähle  | Porsche 356 B Carrera Abarth GTL | Gerhard Koch        | Rang 10 und Klassensieg |              |

### Einzelergebnisse in der Sportwagen-Weltmeisterschaft
| Saison | Team                                            | Rennwagen               | 1   | 2   | 3   | 4   | 5   | 6   | 7   | 8   | 9   | 10  | 11  | 12  | 13  | 14  | 15  | 16  | 17  | 18  | 19  | 20  | 21  | 22  |
| ------ | ----------------------------------------------- | ----------------------- | --- | --- | --- | --- | --- | --- | --- | --- | --- | --- | --- | --- | --- | --- | --- | --- | --- | --- | --- | --- | --- | --- |
| 1954   |                                                 | VW 1300                 | BUA | SEB | MIM | LEM | RTT | CAP |     |     |     |     |     |     |     |     |     |     |     |     |     |     |     |     |
| 1954   |                                                 | VW 1300                 | 43  |     |     |     |     |     |     |     |     |     |     |     |     |     |     |     |     |     |     |     |     |     |
| 1955   |                                                 | Porsche 356             | BUA | SEB | MIM | LEM | RTT | TAR |     |     |     |     |     |     |     |     |     |     |     |     |     |     |     |     |
| 1955   |                                                 | Porsche 356             | DNF |     |     |     |     |     |     |     |     |     |     |     |     |     |     |     |     |     |     |     |     |     |
| 1956   | Erich Hofmann                                   | Porsche 356             | BUA | SEB | MIM | NÜR | KRI |     |     |     |     |     |     |     |     |     |     |     |     |     |     |     |     |     |
| 1956   | Erich Hofmann                                   | Porsche 356             |     |     | 23  | DNF |     |     |     |     |     |     |     |     |     |     |     |     |     |     |     |     |     |     |
| 1957   | Paul-Ernst Strähle                              | Porsche 356             | BUA | SEB | MIM | NÜR | LEM | KRI | CAR |     |     |     |     |     |     |     |     |     |     |     |     |     |     |     |
| 1957   | Paul-Ernst Strähle                              | Porsche 356             |     |     | 14  | 24  |     |     |     |     |     |     |     |     |     |     |     |     |     |     |     |     |     |     |
| 1958   | Paul-Ernst Strähle                              | Porsche 356             | BUA | SEB | TAR | NÜR | LEM | RTT |     |     |     |     |     |     |     |     |     |     |     |     |     |     |     |     |
| 1958   | Paul-Ernst Strähle                              | Porsche 356             | 16  |     |     |     |     |     |     |     |     |     |     |     |     |     |     |     |     |     |     |     |     |     |
| 1959   | Porsche Hans-Joachim Walter                     | Porsche 550 Porsche 356 | SEB | TAR | NÜR | LEM | RTT |     |     |     |     |     |     |     |     |     |     |     |     |     |     |     |     |     |
| 1959   | Porsche Hans-Joachim Walter                     | Porsche 550 Porsche 356 |     | 2   | 10  |     |     |     |     |     |     |     |     |     |     |     |     |     |     |     |     |     |     |     |
| 1960   | Paul-Ernst Strähle                              | Porsche 356             | BUA | SEB | TAR | NÜR | LEM |     |     |     |     |     |     |     |     |     |     |     |     |     |     |     |     |     |
| 1960   | Paul-Ernst Strähle                              | Porsche 356             |     |     | 6   | 10  |     |     |     |     |     |     |     |     |     |     |     |     |     |     |     |     |     |     |
| 1961   | Porsche                                         | Porsche 356             | SEB | TAR | NÜR | LEM | PES |     |     |     |     |     |     |     |     |     |     |     |     |     |     |     |     |     |
| 1961   | Porsche                                         | Porsche 356             | 6   |     |     |     |     |     |     |     |     |     |     |     |     |     |     |     |     |     |     |     |     |     |
| 1962   | Porsche Scuderia Serenissima Paul-Ernst Strähle | Porsche 356             | DAY | SEB | SEB | MAI | TAR | BER | NÜR | LEM | TAV | CCA | RTT | NÜR | BRI | BRI | PAR |     |     |     |     |     |     |     |
| 1962   | Porsche Scuderia Serenissima Paul-Ernst Strähle | Porsche 356             |     |     | 9   |     | DNF |     | 12  |     |     |     |     |     |     |     |     |     |     |     |     |     |     |     |
| 1963   | Porsche                                         | Porsche 356             | DAY | SEB | SEB | TAR | SPA | MAI | NÜR | CON | ROS | LEM | MON | WIS | TAV | FRE | CCE | RTT | OVI | NÜR | MON | MON | TDF | BRI |
| 1963   | Porsche                                         | Porsche 356             |     |     |     | 5   |     |     | 10  |     |     |     |     |     |     |     |     |     |     |     |     |     |     |     |